# Гумниська (Березівський повіт)
Гумниська (пол. Humniska) — село на Закерзонні (тепер — у гміні Березів Березівського повіту Польщі). Населення — 4585 осіб (2011).

## Історія
Село знаходиться на заході Надсяння, де внаслідок примусового закриття церков у 1593 р. населення зазнало латинізації та полонізації. 
Дідичем села був Бенедикт із Жабокруків. Шляхетський рід Гумніцьких взяв своє прізвище від назви села.
У 1882 році село нараховувало 1378 мешканців, з яких 199 греко-католиків і 1179 римо-католиків. Греко-католики належали до парафії Ялин Сяніцького деканату Перемишльської єпархії УГКЦ.
За переписом 1900 року в селі налічувалось 335 будинків і 2057 жителів (1975 римокатоликів, 9 грекокатоликів і 73 юдеї), наявні костел, двокласова початкова школа, акушерка; на землях фільварку було 6 будинків, у яких проживало 42 жителі (34 римокатолики, 1 грекокатолик і 7 юдеїв).
У 1975-1998 роках село належало до Кросненського воєводства.

## Демографія
Демографічна структура станом на 31 березня 2011 року:
|          | Загалом | Допрацездатний вік | Працездатний вік | Постпрацездатний вік |
| -------- | ------- | ------------------ | ---------------- | -------------------- |
| Чоловіки | 2306    | 490                | 1605             | 211                  |
| Жінки    | 2279    | 483                | 1358             | 438                  |
| Разом    | 4585    | 973                | 2963             | 649                  |

## Пам'ятки

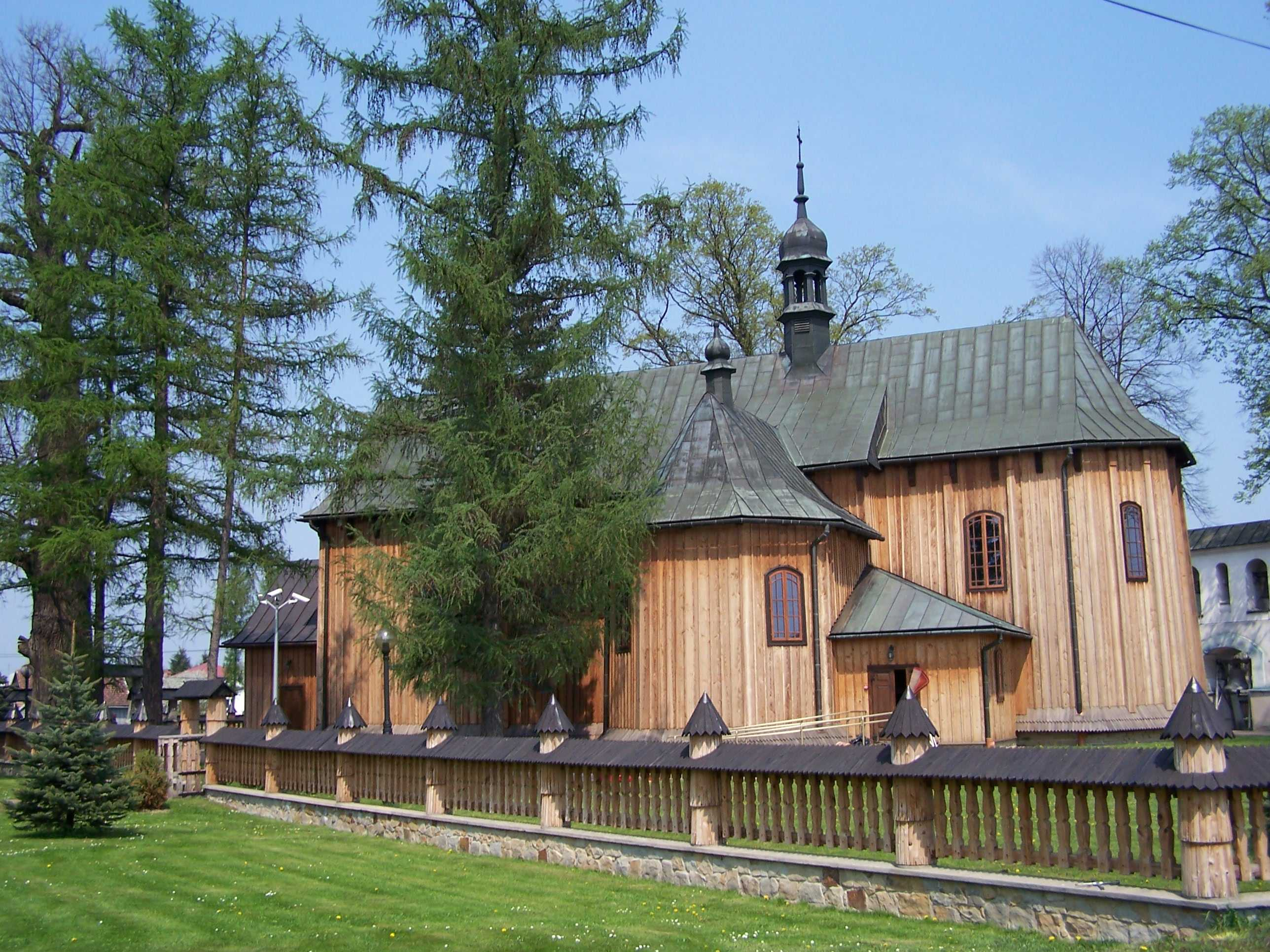
Костел св. Станіслава

- Костел св. Станіслава